# Metastelma minutiflorum
Metastelma minutiflorum là một loài thực vật có hoa trong họ La bố ma. Loài này được Wiggins mô tả khoa học đầu tiên năm 1940.